# Xanthosoma orinocense
Xanthosoma orinocense är en kallaväxtart som beskrevs av George Sydney Bunting. Xanthosoma orinocense ingår i släktet Xanthosoma och familjen kallaväxter. Inga underarter finns listade.